# Andreas Aabel
Andreas Aabel Bjørneboe (Stavanger, 5 febbraio 1968) è un ballerino e coreografo norvegese.

## Biografia
Nel 2000 e nel 2001 si esibì come ballerino al Baardar, teatro musicale norvegese, e nel 2003 fu uno dei coreografi per il Ballet Builders di New York.
Lavorò anche per l'Opera di Parigi.